# Mac DeMarco
McBriare Samuel Lanyon "Mac" DeMarco, (född som Vernor Winfield McBriare Smith IV i Duncan, British Columbia, 30 april 1990) är en kanadensisk rockmusiker från Edmonton, Alberta. Han har släppt två EP-skivor, Rock and Roll Night Club (2012) och Another One (2015), och fyra studioalbum 2 (2013), Salad Days (2014), This Old Dog (2017) och Here Comes the Cowboy (2019). Tidigare gjorde DeMarco musik tillsammans med Alex Calder under namnet Makeout Videotape.

## Diskografi
Album
- 2 (2013)
- Salad Days (2014)
- This Old Dog (2017)
- Here Comes the Cowboy (2019)
- Five Easy Hot Dogs (2023)

EP
- Rock and Roll Night Club (2012)
- Another One (2015)

Demos
- 2 Demos (2012)
- Salad Days Demos (2014)
- Some Other Ones (2015)
- Another (Demo) One (2016)
- Old Dog Demos (2018)